# Лікург (Фракія)

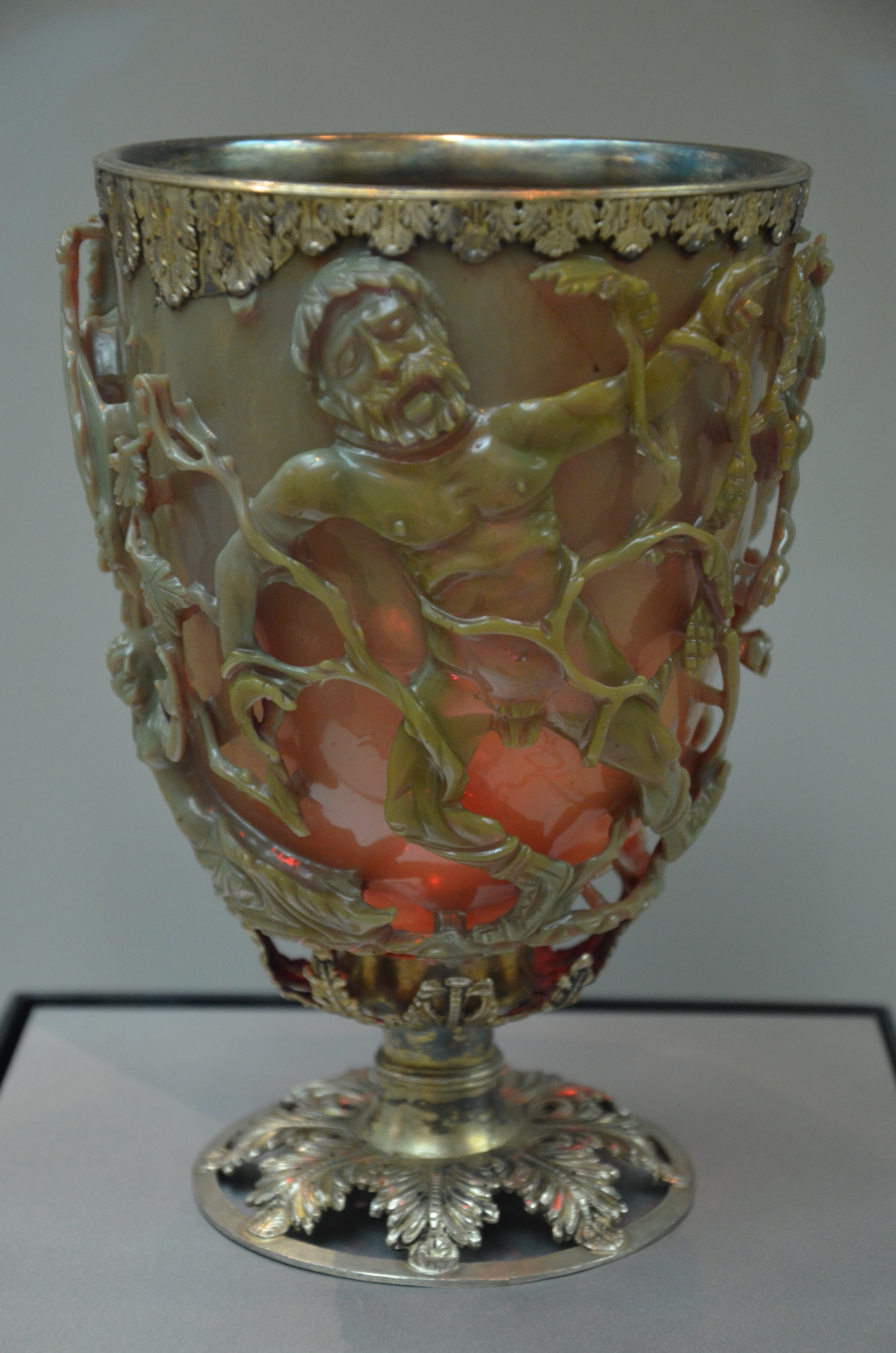
Загибель Лікурга від виноградних лоз зображена на двокольоровому кубку з Британського музею

Лікург (дав.-гр. Λυκοΰργος) — персонаж давньогрецької міфології, цар фракійського племены едонів. Ворогував з Діонісом і через це був засліплений або загинув. В історичну епоху став героєм ряду п'єс грецькою та латинською мовами.

## У міфології
Більшість джерел називає Лікурга сином Дріанта (Дріаса), але у Нонна Панополітанського це син Ареса. Про царя фракійський плем'я едонів, покараного за свою ворожість стосовно Діоніса, писали багато античних авторів починаючи з Гомера (це єдиний міф з діонісового циклу, згаданий в гомерівських поемах). В «Іліаді» повідомляється, що Лікург прогнав зі свого царства немовля Діоніса та убив його годувальниць, за це його засліпив батько дитини — Зевс. У пізніших джерелах (починаючи, з афінський драматургії V століття до н. е.) конфлікт стає ще більш трагічним. Тепер Діоніс з'являється у Фракії в юнацькому віці, в супроводі вакханок. цар наказує помістити його під варту, але незабаром палац починає тремтіти, немов від землетрусу, і Діоніс легко виходить на свободу. Згідно Псевдо-Аполлодору, юний бог наслав на Лікурга безумство: думаючи, що вирубує виноградну лозу, той напав з сокирою на власного сина Дріанта, вбив його і розрубав тіло на шматки. За іншими версіями, він відрубав собі одну ногу або обидві.
Пізніше Лікург прийшов до тями та зрозумів, що наробив. Через синовбивство земля перестала приносити врожай, і боги пояснили едонам, що єдиний спосіб все виправити — вбити царя. Лікурга віднесли до гори Пангей, там зв'язали й залишили на роздертя коням. За іншими версіями, Діоніс на Родопі кинув його пантерам, або ув'язнив «в темній печері», або цар наклав на себе руки.
Існують і альтернативні версії міфу. Згідно З Діонісієм Скітобрахіоном, Лікург напав на військо Діоніса, що поверталося з індійського походу, і перебив більшу частину менад. Нонн Панополітанський пише, що Лікург жив в Аравійській Нісі, вбивав подорожніх і розрубував їх на шматки, приносячи таким чином жертви Аресу; він був обожнений арабами.

## Пам'ять
Есхіл присвятив міфу про Лікурга цілу тетралогію, куди увійшли, зокрема, збережені фрагментарно трагедії «Едоняни», «Бассаріди» і «Хлопці» і сатирівська драма «Лікург». Цар едонів став головним героєм трагедій Тимокла і Поліфрасмона, комедії Анаксандрида. Гней Невій створив перекладення тетралогії Есхіла латинською мовою. В еллінському образотворчому мистецтві активно використовувався сюжет про божевілля Лікурга.
В драмі Софокла «Еант Локрійський», яка збереглася лише в фрагментах, богиня Афіна порівнює вбивство Лікургом сина з вчинком Аякса Меншого, останній зґвалтував троянку Кассандру, ⁣ яка шукала прихистку у статуї богині.
Дослідники констатують, що в міфі про Лікурга, як і в історії Пентея, знайшла відображення боротьба між першими адептами діонісійського культу і прихильниками класичної еллінської релігії.

### Дослідження
- Ярхо В. Ликург // Мифы народов мира. — 1988. — Т. 2. — С. 54—55.
- Elizabeth S. Belfiore. Murder among Friends: Violation of Philia in Greek Tragedy :  [англ.]. — Oxford University Press, 2000. — 304 p.
- Kahrstedt U[de]. Lykurg 1 // Paulys Realencyclopädie der classischen Altertumswissenschaft. — 1927.
- Rapp. Lykurg // Ausführliches Lexikon der griechischen und römischen Mythologie. — 1897.